# Schuylkill Haven
Schuylkill Haven és una població dels Estats Units a l'estat de Pennsilvània. Segons el cens del 2000 tenia 5.548 habitants.

## Demografia
Segons el cens del 2000, Schuylkill Haven tenia 5.548 habitants, 2.393 habitatges, i 1.536 famílies. La densitat de població era de 1.508,5 habitants per quilòmetre quadrat.
Dels 2.393 habitatges en un 28% hi vivien nens de menys de 18 anys, en un 48,7% hi vivien parelles casades, en un 11,5% dones solteres, i en un 35,8% no eren unitats familiars. En el 31,8% dels habitatges hi vivien persones soles el 16,3% de les quals corresponia a persones de 65 anys o més que vivien soles. El nombre mitjà de persones vivint en cada habitatge era de 2,31 i el nombre mitjà de persones que vivien en cada família era de 2,89.
Per edats la població es repartia de la següent manera: un 23,1% tenia menys de 18 anys, un 7% entre 18 i 24, un 29,4% entre 25 i 44, un 21,7% de 45 a 60 i un 18,9% 65 anys o més.
L'edat mediana era de 39 anys. Per cada 100 dones de 18 o més anys hi havia 86,8 homes.
La renda mediana per habitatge era de 32.442$ i la renda mediana per família de 41.286$. Els homes tenien una renda mediana de 33.047$ mentre que les dones 20.582$. La renda per capita de la població era de 16.804$. Entorn del 7,1% de les famílies i el 8,5% de la població estaven per davall del llindar de pobresa.

## Poblacions més properes
El següent diagrama mostra les poblacions més properes.